# Wladimir Sidorenko
Wladimir Sidorenko, född 23 september 1976 i Enerhodar, Ukrainska SSR, Sovjetunionen, är en ukrainsk boxare som tog OS-brons i flugviktsboxning 2000 i Sydney. Han är tvillingbror till Valeriy Sydorenko, som vunnit amatör-EM i boxning.